# Лаповаць
45°14′ пн. ш. 15°34′ сх. д. / 45.23° пн. ш. 15.57° сх. д.
Лаповаць (хорв. Lapovac) — населений пункт у Хорватії, у Карловацькій жупанії у складі міста Слунь.

## Населення
Населення за даними перепису 2011 року становило 35 осіб.
Динаміка чисельності населення поселення: